# Brian Vandborg

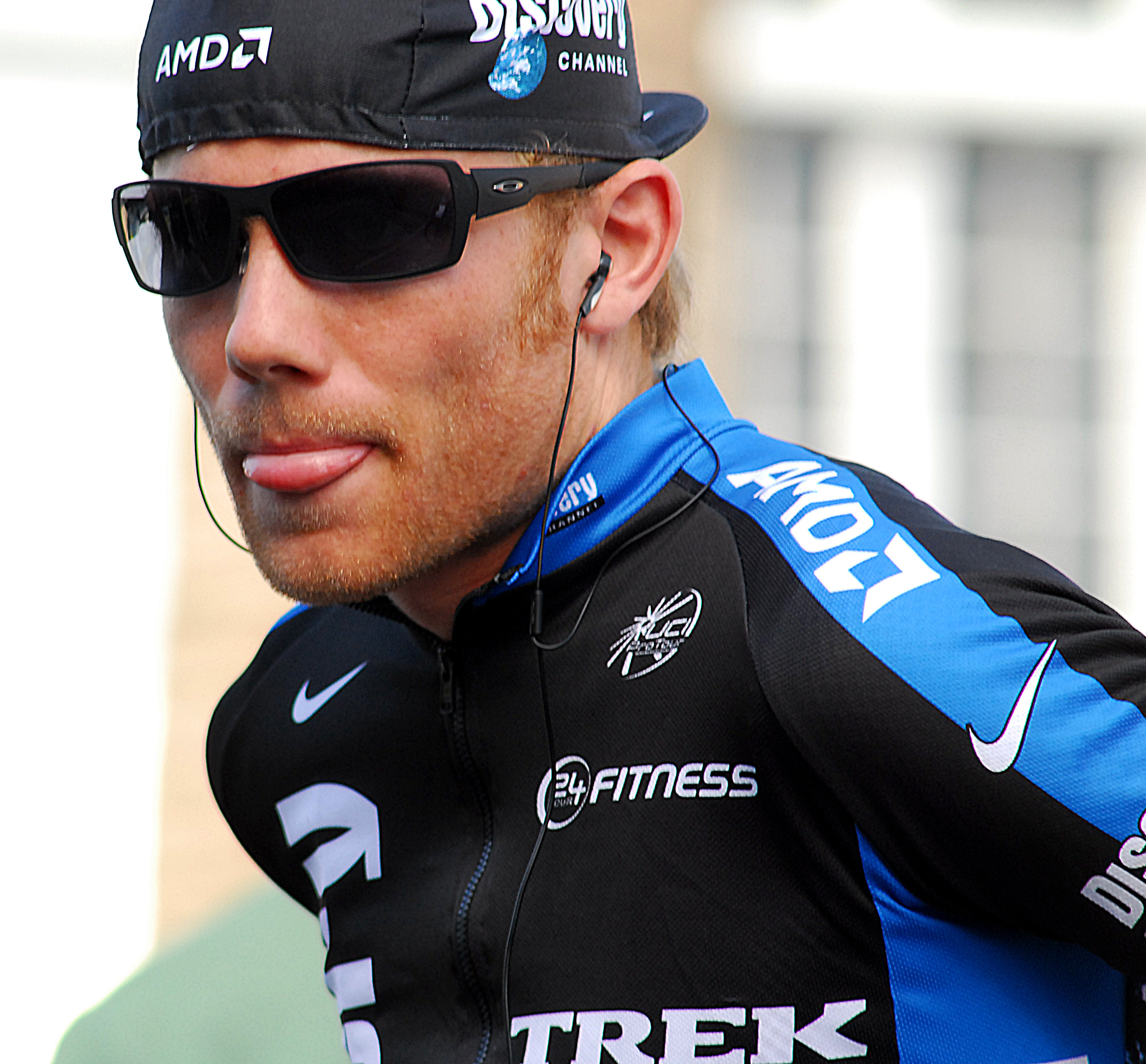
Brian Vandborg

Brian Bach Vandborg (* 4. Dezember 1981 in Herning) ist ein ehemaliger dänischer Radrennfahrer.
Vandborg gewann 2002 und 2003 in der U23-Klasse den dänischen Meistertitel im Einzelzeitfahren auf der Straße. 2004 wurde er beim dänischen Team CSC Profi. 2005 gelang ihm sein erster internationaler Eliteerfolg mit einem Etappensieg bei der Tour de Georgia in den Vereinigten Staaten. Den Rest der Saison war er von einer Verletzung geplagt. Sein größter sportlicher Erfolg gelang ihm 2006 beim Zeitfahren der Straßenweltmeisterschaften in Salzburg, als er den vierten Platz belegte und nur um 3 Sekunden einen Podestplatz verpasste. Ende der Saison 2013 beendete er seine Karriere. Im letzten Jahr seiner Laufbahn wurde er dänischer Meister im Einzelzeitfahren der Elite und konnte damit seinen Erfolg aus dem Jahr 2006 wiederholen.

## Erfolge
2002
- Dänischer Meister – Einzelzeitfahren (U23)

2003
- Dänischer Meister – Einzelzeitfahren (U23)
- Dänischer Meister – Teamzeitfahren

2005
- eine Etappe Tour de Georgia

2006
- Dänischer Meister – Einzelzeitfahren
- Mannschaftszeitfahren Eindhoven

2007
- eine Etappe Tour de l’Ain

2008
- eine Etappe Tour du Loir-et-Cher
- Dänischer Meister – Teamzeitfahren

2013
- Dänischer Meister – Einzelzeitfahren

## Teams
- 2004 Team CSC
- 2005 Team CSC
- 2006 Team CSC
- 2007 Discovery Channel
- 2008 Team GLS
- 2009 Liquigas
- 2010 Liquigas-Doimo
- 2011 Saxo Bank SunGard
- 2012 SpiderTech-C10
- 2013 Cannondale Pro Cycling